# Побеждай!
«Побеждай!» (англ. Win Win) — американская трагикомедия о спорте (борьбе). Слоган фильма: «In the game of life, you can’t lose 'em all». Актёр фильма Бобби Каннавале получил премию ALMA за роль Терри Делфино. Актриса Эми Райан ассоциацией кинокритиков Юты номинирована за лучшую женскую роль (Джэки) второго плана в фильме.

## Сюжет
В маленьком городе штата Нью-Джерси неуверенный в себе адвокат Майк Флаэрти (Пол Джаматти) пытается прокормить свою семью: жену Джеки (Эми Райан) и двух своих дочек Эбби и Стеллу. Он работает адвокатом и подрабатывает тренером по борьбе в средней школе. Майк ведёт дело в суде, а его клиентом является престарелый Лео Поплар (Берт Янг), который страдает слабоумием. Суд назначает над Лео опекунство. Майк берёт на себя опеку и получает $1500 в месяц, так как его адвокатские дела идут плохо. Однако он обманывает своего клиента и отправляет его в дом престарелых вместо того, чтобы опекать его дома, как это решил суд. При этом Майк продолжает получать за него деньги. В это время появляется внук клиента из Колумбаса, штат Огайо, Кайл (Алекс Шаффер), убежавший из дома. Подросток хочет жить со своим дедом у него дома. Майк с Джеки расспрашивают его. Он рассказывает о своих проблемах в семье. Его мама находится в реабилитационном центре для наркоманов, она живёт со своим бойфрендом, который не хочет, чтобы Кайл вернулся. Услышав это, Джеки отказывается возвращать его домой и позволяет Кайлу остаться в их доме. После обнаруживается, что Кайл — талантливый борец, и его зачисляют в среднюю школу Майка, где он может возобновить своё образование и бороться вместе с постоянно проигрывающей командой Майка на соревнованиях. Кайл помогает сделать команду жизнеспособной к соревнованиям в своей лиге. Команда занимает призовые места.
Всё меняется, когда появляется мать Кайла Синди (Мелани Лински). Синди пытается получить опеку над своим отцом и сыном для того, чтобы получать $1500 в месяц. Тем не менее, Майк объясняет Синди и её адвокату, что Лео не хочет этого делать. Всё складывается хорошо в течение нескольких дней, пока Синди не просит Кайла, чтобы он встретился с ней. Она объясняет, что её адвокат нашла судебные документы, и оказывается, что Майк нарушает постановление суда, в котором сказано, что Лео должен оставаться в своём доме, а не в доме престарелых. Об этом узнаёт Кайл и убегает от Майка.
Мальчик отвергает Майкла и считает его не лучше, чем его мать. Майк, понимая свою ошибку, предлагает Синди ежемесячную стипендию $1500 в обмен на попечение Кайла. Майкл и Джеки принимают Кайла обратно в дом и возвращают Лео. Майк устраивается работать барменом, чтобы поправить свои финансовые проблемы.

## В ролях
- Пол Джаматти — Майк Флаэрти
- Алекс Шаффер — Кайл Тиммонс
- Эми Райан — Джэки Флаэрти
- Бобби Каннавале — Терри Дельфино
- Джеффри Тэмбор — Стивен Вигман
- Берт Янг — Лео Поплар
- Мелани Лински — Синди
- Марго Мартиндейл — Элеанор
- Дэвид Томпсон — Стемлер
- Майк Дилиелло — Джимми Рид
- Нина Арианда — Шелли
- Марсия Хофрехт — Джина Флэйрти
- Шэрон Уилкинс — судья Ли

## Критика
Питер Трэверс из журнала Rolling Stone дал фильму 3,5 звезды из 4, называя фильм: «драгоценным камнем, веселым и искренним с жестким ядром». Роджер Эберт из Chicago Sun-Times дал ему 3 из 4 звезд и написал: «У вас есть забавная ситуация и есть доля правды в ней и неожиданные персонажи. Они хорошо действовали, но у вас не получится большой фильм, но вы будете любить смотреть его». Стивен Ри из Philadelphia Inquirer дал ему 3 из 4 звезд и написал: «Win Win не совсем попал под высокие ноты благодати и откровения, Маккарти снял смесь юмора и пафоса, улыбки и тоски». Даниэль Сарат в онлайн блоге нового кино дал ему 4/5, заявив: «Win Win визуальное свидетельство того, что фильм не раздвигает границы неизведанной территории, чтобы выделиться из толпы, до тех пор, пока у вас есть талантливый писатель и режиссёр, а также ошеломляющий ансамбль актеров, в котором даже самые простые истории могут стать незабываемыми». Тай Берр из The Boston Globe пишет: «Win Win является наиболее радикальным фильмом от сценариста и режиссёра Тома Маккарти, это может быть одним из наиболее смелых фильмов, недавно выпущенных в Америке».

## Саундтрек
Бруклинская инди-рок группа The National (band) внесла вклад в оригинальную песню фильма. Песня под названием «Think You Can Wait», а вокал одного из коллег группы музыканта Шэрон Ван Эттен.